# Alex Jolig
 (avril 2020).
Alex Jolig (né le 17 janvier 1963), mieux connu sous son nom d'artiste Alex, est un acteur, chanteur et coureur motocycliste allemand.